# Gbiti
Gbiti est une localité du Cameroun située dans la région de l'Est et le département de la Kadey, à la frontière avec la République centrafricaine. Elle fait partie de la commune de Kette.

## Géographie

### Localisation
Gbiti est localisé dans l'arrondissement de Kette, département de la Kadey.

### Poste frontalier
Le 16 novembre 2013, des hommes armés non identifiés venant de la République centrafricaine (RCA) ont attaqué le poste camerounais de la frontière à Gbiti. Sept personnes sont mortes dans l'attaque. Par ailleurs, la même année, le Secrétariat permanent du processus de Kimberley a mené une campagne de sensibilisation dans la localité sur l'importance de l'arrêt du commerce des diamants du sang, qui seraient utilisés pour financer des gangs au Cameroun ou la violence politique en République centrafricaine.

## Population et société

### Démographie
Lors du recensement de 2005, la localité comptait 5 592 habitants.
L'hôpital le plus proche est situé à Bertoua, à trois heures de route.

### Activités économiques
Chaque semaine, le plus grand marché de bétail de la région de l'Est se tient dans le village de Gbiti. On y trouve aussi une clientèle à la recherche de l'or.

### Centre de transit pour les réfugiés
Le village est souvent affecté par les réfugiés fuyant la République Centrafricaine (RCA). En 2014, des dizaines de milliers de personnes souffrant de malnutrition ont traversé la rivière pour s'installer à Gbiti. De nombreux réfugiés ont été gravement blessés  dans les attaques des rebelles de la République centrafricaine appelés Anti-Balaka. 
Le 26 mai 2014, 21 451 réfugiés en provenance de la RCA ont traversé la frontière vers le Cameroun, et ont été reçus au centre de transit de Gbiti. Les réfugiés recueillis dans le centre de transit de Gbiti sont ensuite transportés vers d'autres endroits, comme le camp de réfugiés de Mbilé, situé « quatre heures de bus ».